# لويز بلوين
لويز بلوين هي سيدة أعمال كندية، ولدت في 15 أكتوبر 1958 في مونتريال في كندا.